# Neues Jahrbuch für Geologie und Paläontologie
Neues Jahrbuch für Geologie und Paläontologie est une revue scientifique à comité de lecture couvrant la recherche en géologie et paléontologie. La revue est publiée mensuellement, à raison de 4 volumes par an.

## Résumé et indexation
La revue est résumée et indexée dans Science Citation Index Expanded et Current Contents. Selon les Journal Citation Reports, la revue a un facteur d'impact de 0,981 en 2019.